# كوينتون كالبرسون
كوينتون كالبرسون (بالإنجليزية: Quinton Culberson)‏ هو لاعب كرة قدم أمريكية أمريكي، ولد في 21 أكتوبر 1985 في جاكسون في الولايات المتحدة.

## وصلات خارجية
- كوينتون كالبرسون على موقع مرجع كرة القدم المحترفة.كوم (الإنجليزية)